# Parasulenus
Parasulenus is een kevergeslacht uit de familie van de boktorren (Cerambycidae). De wetenschappelijke naam van het geslacht werd voor het eerst geldig gepubliceerd in 1957 door Breuning.

## Soorten
Parasulenus omvat de volgende soorten:
- Parasulenus affinis Breuning, 1971
- Parasulenus lebisi Breuning, 1957
- Parasulenus viossati Breuning, 1971
- Parasulenus vittipennis Breuning, 1957